# یواس‌اس ناجلدا (اس‌پی-۲۷۷)
یواس‌اس ناجلدا (اس‌پی-۲۷۷) (به انگلیسی: USS Najelda (SP-277)) یک کشتی بود که طول آن ۶۵ فوت (۲۰ متر) بود. این کشتی در سال ۱۹۰۷ ساخته شد.